# Goephanes ruficornis
Goephanes ruficornis là một loài bọ cánh cứng trong họ Cerambycidae.